# Andrea Laković
Andrea Laković est une joueuse monténégrine de volley-ball née le 20 février 1989 à Bar. Elle mesure 1,85 m et joue au poste de centrale.

## Clubs
| Club                             | De        | À         |
| -------------------------------- | --------- | --------- |
| Luka Bar                         | 2003-2004 | 2006-2007 |
| Florida International University | 2008-2009 | 2011-2012 |
| TSV Düdingen                     | 2012-2013 | 2014-2015 |
| USC Münster                      | 2015-2016 | 2015-2016 |
| UVT Agroland Timișoara           | 2016-2017 | 2017-2018 |
| CSM Târgoviște                   | 2018-2019 | 2018-2019 |
| FC Argeș Volei                   | 2019-2020 | …         |

## Palmarès
- Coupe de Monténégro
  - Vainqueur : 2006, 2007.
- Coupe de Suisse
  - Finaliste : 2015.
- Coupe de Roumanie
  - Finaliste : 2019.